# European Solar Telescope
L'European Solar Telescope (EST) è un progetto europeo riguardante un telescopio solare di 4 m da porre alle Isole Canarie in Spagna. L'ente è la European Association for Solar Telescopes comprendente 15 nazioni, tra cui l'Italia.
Il progetto concettuale è stato condotto da istituzioni di ricerca e compagnie industriali finanziato nel maggio 2011. Lo studio ha richiesto 3 anni, è costato 7 milioni di euro ed era co-finanziato dalla Commissione Europea dell'UE. Nel 2016 vi sono state delle fasi preparatorie.